# Black Eyed Pilseung
Black Eyed Pilseung (hangul: 블랙아이드필승 Black Eyed Victory) – południowokoreański duet zajmujący się produkcją muzyki i pisaniem piosenek, w skład którego wchodzą Rado (Song Joo-young) i Choi Kyu-sung. Duet został założony w 2014 roku. Wyprodukowali między innymi takie hity jak „Touch My Body” Sistar, „Only You” Miss A czy „Like Ooh-Ahh” zespołu Twice.

## Historia
Przed utworzeniem duetu obaj często współpracowali z producentem Shinsadong Tiger. Rado pracował nad popularnymi utworami, takimi jak „Volume Up” 4minute, „Hush” Apink, „Trouble Maker” i „Now” Trouble Maker, a Choi Kyu-sung był zaangażowany w produkcję „Roly-Poly” T-ary, „Bubble Pop” Hyuny i „Fiction” Beast.
W sierpniu 2017 r. duet połączył siły z firmą CJ E&M, aby założyć nową firmę rozrywkową o nazwie High Up Entertainment, która to stała się niezależną firmą w 2018 r. W lutym 2019 r. pod skrzydłami wytwórni zadebiutował jako pierwszy duet chłopców o nazwie 415. Natomiast w listopadzie 2020 r. zadebiutowała ich pierwsza żeńska grupa StayC.

## Członkowie
- Rado (kor. 라도), właśc. Song Joo-young (kor. 송주영), ur. 11 lipca 1984[14]
- Choi Kyu-sung (kor. 최규성), ur. 7 maja 1984[15]

## Dyskografia produkcji

### 2014
- Sistar – „Touch My Body”, „Wow” album Touch N Move
- Teen Top – „Missing”, „Alone”, „Cry”, „I'm Sorry” album Éxito
- Hyolyn x Jooyoung – „Erase” (feat. Iron)

### 2015
- Niel – „Only You”, „Lovekiller” (feat. Dok2), „Lady” (feat. L.Joe) album oNIELy
- Miss A – „Only You” album Colors
- Shannon Williams – „Why Why” album Eighteen
- Jang Hyun-seung – „It's Me”, „Ma First” (Feat. Giriboy), „Breakup” (feat. Dok2), „I Said I Love You” album My
- Teen Top – „Hot Like Fire”, „Ah-Ah”, „Confusing” album Natural Born Teen Top
- Got7 – „If You Do” album Mad
- Twice – „Like Ooh-Ahh” album The Story Begins

### 2016
- AOA Cream – „I'm Jelly Baby”
- Twice – „Cheer Up” album Page Two
- Twice – „TT” album Twicecoaster: Lane 1
- Babylon – „Between Us” (Feat. Dok2) album Between Us
- Sistar – „I Like That” album Insane Love
- BtoB Blue – „Stand By Me”
- Apink – „Only One” album Pink Revolution
- Apink – „Only One” (R&B Ver.) album Dear

### 2017
- Cosmic Girls – „Happy” album Happy Moment
- Sistar – „Lonely”
- Idol School – „Cause You're Pretty”
- Davichi – „To Me”
- Twice – „Likey” album Twicetagram

### 2018
- Chungha – „Roller Coaster” album Offset
- KHAN (Yuna Kim, Jeon Minju) – „I'm Your Girl?”
- Apink – „I'm So Sick” album One & Six
- Hyolyn – „See Sea” album Set Up Time #3

### 2019
- Chungha – „Gotta Go” album XII
- Apink – „%%” (Eung Eung) album Percent
- Twice – „Fancy” album Fancy You
- Ruann – „Beep Beep” singel Beep Beep

### 2020
- Apink – „Dumhdurum” album Look
- Refund Sisters – „Don't Touch Me” single Don't Touch Me
- StayC – „So Bad”, „Like This” single album Star To A Young Culture

### 2021
- StayC – „Asap”, „So What”, „Love Fool” single album Staydom
- StayC – „Stereotype”, „I'll Be There”, „Slow Down”, „Complex” album Stereotype
- TOYOTE: Yoo Jae-suk, Haha, Mijoo – „Still I Love You”

### 2022
- Apink – „Dilemma” album Horn
- StayC – „Run2u”, „Same Same”, „Young Luv” album Young-Luv.com

## Nagrody i nominacje

### Gaon chart Music Awards
| Rok  | Nominowany          | Kategoria       | Wynik   |
| ---- | ------------------- | --------------- | ------- |
| 2015 | Black Eyed Pilseung | Kompozytor Roku | Wygrana |
| 2016 | Black Eyed Pilseung | Kompozytor Roku | Wygrana |
| 2019 | Black Eyed Pilseung | Kompozytor Roku | Wygrana |

### Mnet Asian Music Awards
| Rok  | Nominowany          | Kategoria                | Wynik   |
| ---- | ------------------- | ------------------------ | ------- |
| 2016 | Black Eyed Pilseung | Najlepszy Producent Roku | Wygrana |